# Dimensione topologica
In matematica, la dimensione topologica o di Lebesgue è una nozione di dimensione che si applica a qualsiasi spazio topologico. 
Come la dimensione di Hausdorff, la dimensione topologica dello spazio euclideo {\displaystyle \mathbb {R} ^{n}} è {\displaystyle n}. Le due nozioni di dimensione però differiscono per spazi più complicati, come i frattali.

## Definizione
Sia {\displaystyle X} uno spazio topologico. Un ricoprimento aperto {\displaystyle \{U_{i}\}} di {\displaystyle X} è una collezione di aperti {\displaystyle U_{i}} di {\displaystyle X} la cui unione è tutto {\displaystyle X}. Un suo raffinamento è un altro ricoprimento aperto {\displaystyle \lbrace V_{j}\rbrace } tale che ogni {\displaystyle V_{j}} è contenuto in almeno un {\displaystyle U_{i}}.
La dimensione topologica di {\displaystyle X} è il più piccolo intero {\displaystyle n} per cui ogni ricoprimento aperto di {\displaystyle X} ha un raffinamento in cui ogni punto è contenuto in al più {\displaystyle n+1} insiemi.

## Esempi

### Retta reale
Sia {\displaystyle \{U_{i}\}} un ricoprimento arbitrario della retta reale {\displaystyle \mathbb {R} }. Ciascun {\displaystyle U_{i}} è un aperto ed è quindi unione di intervalli aperti. Si può sempre trovare un raffinamento {\displaystyle V_{j}} fatto solo di intervalli aperti. Si può inoltre raffinare ulteriormente questo ricoprimento e fare in modo che questi intervalli si sovrappongano meno possibile, e cioè che tre intervalli non si intersechino mai. Da questa costruzione segue che la retta ha dimensione minore o uguale a {\displaystyle 1.} D'altra parte, la retta è connessa e quindi non può essere descritta come unione disgiunta di piccoli intervalli: non ha cioè dimensione zero. La retta ha quindi dimensione topologica {\displaystyle 1.}

### Spazi euclidei
Più in generale, lo spazio {\displaystyle \mathbb {R} ^{n}} ha dimensione topologica {\displaystyle n}. Le nozioni di dimensione di Hamel, topologica e di Hausdorff quindi coincidono per gli spazi vettoriali reali.

### Grafi
Un grafo avente un numero finito di vertici e spigoli ha dimensione topologica {\displaystyle 1.}

### Frattali

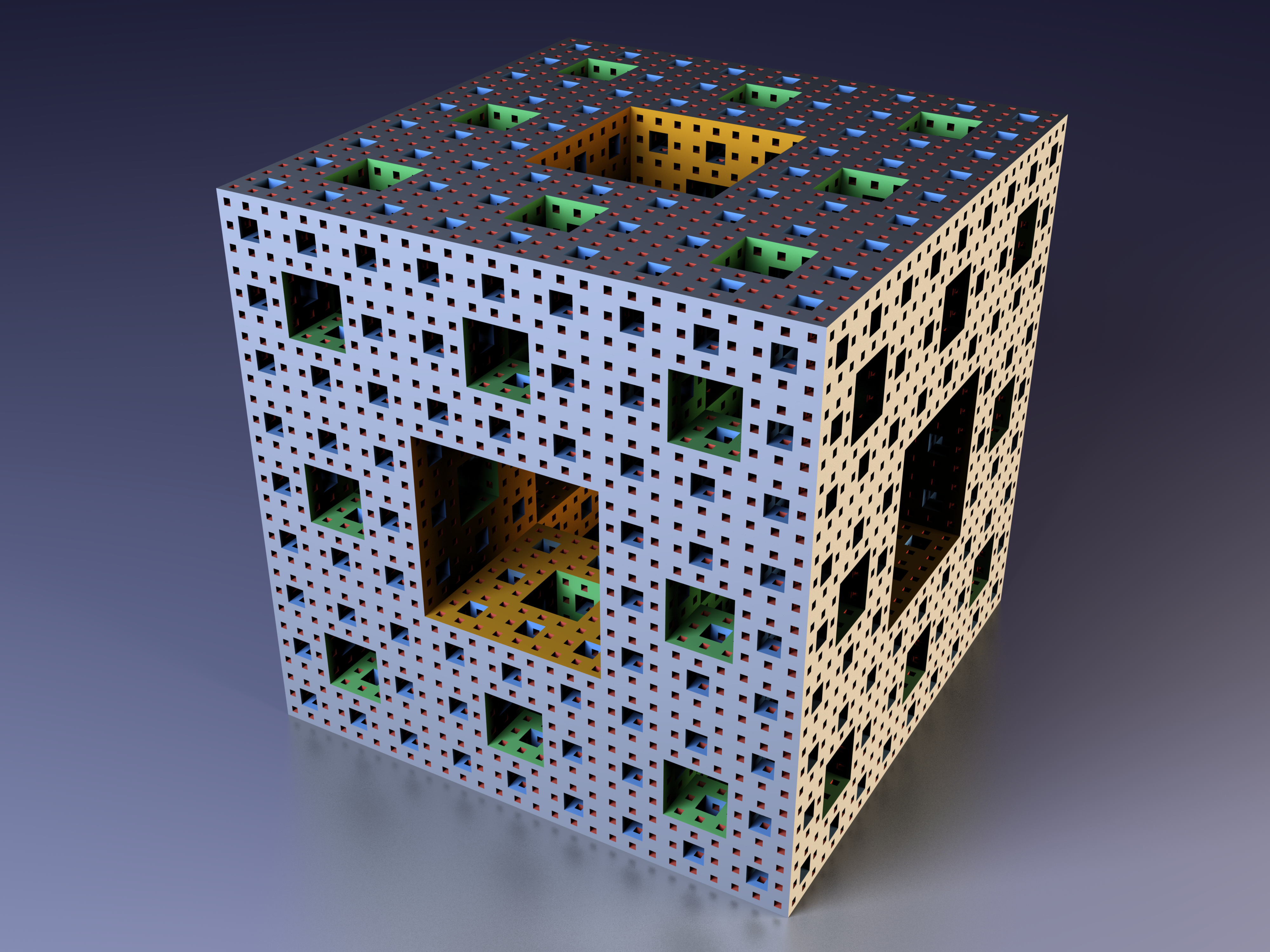
Una approssimanzione della spugna di Menger, un frattale avente dimensione topologica uno.

L'insieme di Cantor ha dimensione topologica zero. Ha però dimensione di Hausdorff positiva, pari a {\displaystyle \ln 2/\ln 3}.
La spugna di Menger ha dimensione topologica uno. La spugna è una curva universale: ogni spazio metrico compatto di dimensione topologica 1 è contenuto in essa.